# Ауди A5
„Ауди А5“ (Audi A5) е модел големи автомобили (сегмент D), произвеждан от „Ауди“ в заводите в Инголщат и Некарзулм. Дебютира на 8 март 2007 г. на Женевския автосалон, а продажбите започват през юни същата година. Моделът е по-луксозна и спортно изглеждаща версия на „Ауди A4“, като с него „Ауди“ цели да конкурира „БМВ 4“ и „Мерцедес-Бенц CLK-класа“.
Моделът има и два варианта с подобрено поведение, продавани под имената „Ауди S5“ и „Ауди RS5“.

## Първо поколение (2007 – 2016)
През 2003 г. прототипът Нуволари разкрива какви са вижданията на фирмата за едно бъдещо спортно купе – то трябва да бъде мощно и стилно. А5 заимства някои от елементите на този прототип и в резултат се получава автомобил, който съчетава елегантност, динамичност и удобство. Създателят на А5, Валтер Мария де Силва, който е шеф на дизайнерския отдел на Volkswagen Group, заявява, че това е най-красивият автомобил, който той е сътворил.
Изцяло наново разработеното окачване обединява подвижната маневреност с висока сигурност при шофиране. Предните колела са с многораменно окачване с горни и долни носачи. Те са монтирани към носещата част на предния мост, който за по-голяма здравина е свързан с каросерията. Новост е и скъсената предна издадена част на каросерията. Това е възможно, защото диференциалът на предната ос е монтиран преди съединителя. Това допринася за оптимизирането на разпределението на осовото натоварване.

### Двигатели
| Бензин   | Бензин   | Бензин   | Бензин            | Бензин |
| Цилиндри | Двигател | Обем     | Мощност           |        |
| -------- | -------- | -------- | ----------------- | ------ |
| Четири I | 1.8 TFSI | 1798 cm³ | 125 kW (170 к.с.) |        |
| Четири I | 2.0 TFSI | 1984 cm³ | 155 kW (211 к.с.) |        |
| Шест V   | 3.2 FSI  | 3197 cm³ | 195 kW (265 к.с.) |        |
| Дизел    |          |          |                   |        |
| Цилиндри | Двигател | Обем     | Мощност           |        |
| Четири I | 2.0 TDI  | 1968 cm³ | 125 kW (170 к.с.) |        |
| Шест V   | 2.7 TDI  | 2698 cm³ | 140 kW (190 к.с.) |        |
| Шест V   | 3.0 TDI  | 2967 cm³ | 176 kW (240 к.с.) |        |

### S5
Едновременно с А5 на пазара излиза и S5. Докато дизайнът на Audi A5 предлага балансирана смес от спортна насоченост и елегантност, S5 демонстрира още по-силно изразените спортни черти. Външният и вътрешният вид на автомобила е по-агресивен благодарение на различни елементи и детайли, познати от другите модели от S-серията на Ауди: решетката на радиатора, лакирана в платинено сиво с вертикални хромирани елементи, броните с по-изразена форма, решетката на вентилационните отвори, подчертана с алуминий, корпусът на външните огледала от алуминий, двойната ауспухова система с 4 овални тръби, спортни седалки и волан е т.н.
Задвижването е quattro, а двигателят е 4.2 литров 8-цилиндров с мощност 260 kW (354 к.с.). Ускорението от 0 до 100 km/h е за 5,1 секунди.